# 水平集
在数学领域中, 一个具有n变量的实值函数f的水平集是具有以下形式的集合 
{ (x1,...,xn) | f(x1,...,xn) = c }
其中 c 是常数. 即, 使得函数值具有给定常数的变量集合. 
当具有两个变量时, 称为水平曲线(等高线), 如果有三个变量, 称为水平曲面, 更多变量时, 水平集被叫做水平超曲面.
集合
{ (x1,...,xn) | f(x1,...,xn) ≤ c }
被称为 f 的 子水平集 .

## 其他名字

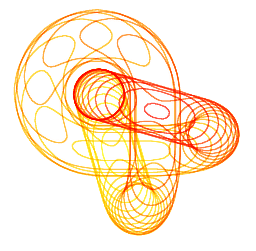
三叶扭结(trefoil knot)的水平曲线. 红色曲线距离观察者最近, 黄色曲线距离观察者最远.

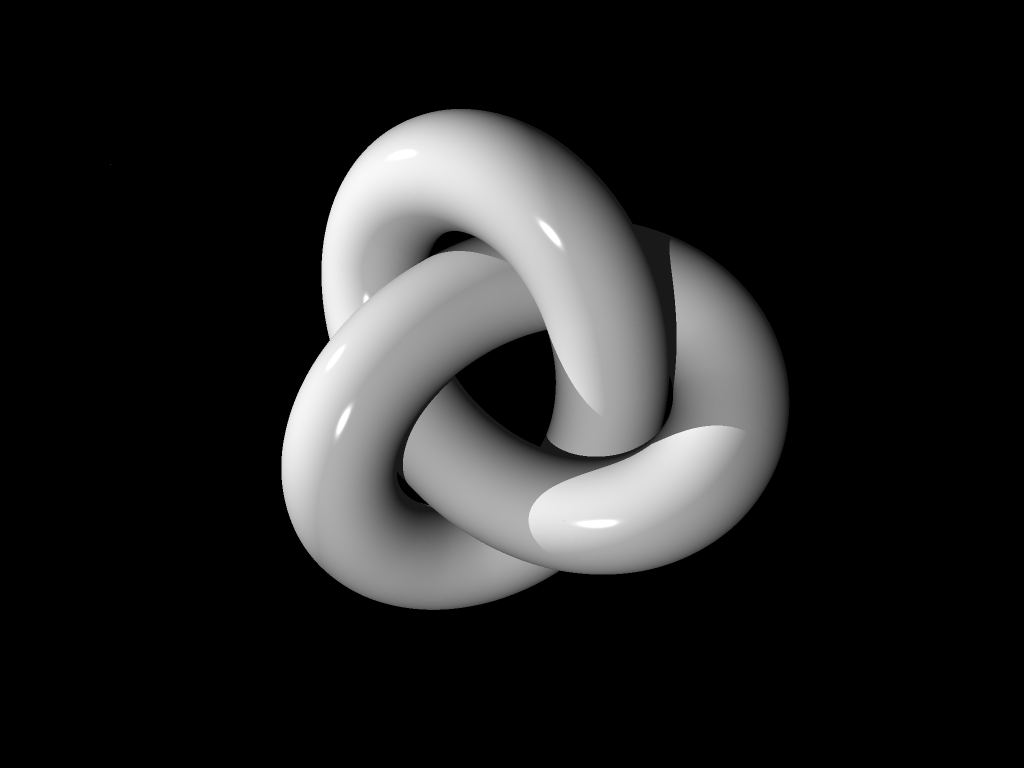
一个以不同方式表达的三页扭结.

水平集具有很多重要的应用, 在不同的应用领域通常具有不同的名称.
例如, 水平曲线也被叫做隐式曲线(implicit curve)用来强调曲线是由隐函数(implicit function)定义的. 有时也使用等高线(isocontour)的名称, 表示一个具有相同高度(函数值)的轮廓. 在不同的应用领域, 
等压线(isobar), 等温线(isotherm), 同风向线(isogon), 等时线(isochrone)都属于等值高线.
相应的, 水平曲面有时被叫做隐式曲面(implicit surface)或等值曲面(isosurface).
最后, 更加一般的水平集被叫做纤维(fiber).

## 例子
例如, 指定一个半径 r, 圆的方程可以定义为一个等高线.
r2=x2 + y2
如果取 r=5, 那么等高值为 c=52=25.
所有使得 x2 + y2=25 的点 (x,y) 构成了它的等高线. 这就是说他们属于等高线的水平集. 
如果 x2 + y2 小于 25 这个点 (x,y) 就在等高线的内部. 如果大于 25 , 这个点就在等高线外部.

## 水平集与梯度

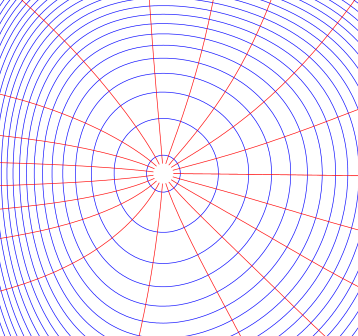
考虑一个山形函数. 蓝色曲线是它的水平集. 红色曲线沿着梯度的方向. 换句话说, 保守的旅行者走的是蓝色路径, 大胆的旅行者走的是红色路径.

定理. 函数f在一点处的梯度与在该点处 f 的水平集垂直. 
这个定理是十分不寻常的. 为更好的理解定理的含义, 设想两个旅行者在一座山峰的同一位置.其中一个人很大胆, 决定从坡度最大的地方走. 另一个人比较保守; 他不想向上爬, 也不想走下去, 选择了一条在同一高度的路. 上面的定理就是说, 这两个旅行者相互离开的方向是互相垂直的.
证明. 设所考虑的点为 x0 . 通过点 x0 的水平集是 {x | f(x) = f(x0)}. 考虑一条通过点x0并且属于水平集的曲线  γ(t) , 不妨假设 γ(0) = x0.
从而得到
{\displaystyle f({\mathbf {\gamma } }(t))=f({\mathbf {x} _{0}})=c.}
使用链式法则, 在 t = 0 处微分. 我们发现
{\displaystyle J_{f}({\mathbf {x} _{0}}){\mathbf {\gamma } }'(0)=0.}
同时, f 在 x0 处的雅可比行列式 等于 f 在点 x0 的梯度. 
{\displaystyle \nabla f({\mathbf {x} }_{0})\cdot {\mathbf {\gamma } }'(0)=0.}
因此, f 在点 x0 处的梯度与曲线在该点处的切线  γ′(0) 垂直. 由于曲线 γ(t) 是任意的, 因而断定梯度与水平集垂直. Q.E.D.
这一定理的直接推论是, 如果水平集穿过其自身 (不是一个光滑子流形或超曲面) 那么梯度向量在所有交叉点处一定是零. 那么, 每个交叉点都是f的临界点.

## 更多
- 等值曲面(Isosurface)
- 等高线(Contour line)
- 水平集方法(Level set method )
- 水平集 (数据结构)(Level set (data structures) )
- 梯度下降法(Gradient descent )
- Constraint (mathematics)
- 隐函数(Implicit function )
- Metaballs
- HyperFun